# سام همفري
سام همفري (بالإنجليزية: Sam Humphrey)‏ هو ممثل أسترالي، ولد في 1994 في نيوزيلندا.

## أعمال

### أفلام
- (2017) أعظم رجل استعراض[4]

## وصلات خارجية
- سام همفري على موقع IMDb (الإنجليزية)
- سام همفري على موقع قاعدة بيانات الفيلم (الإنجليزية)